# Alan Coldham
Harold Alan Coldham, est un joueur australien de tennis.

## Carrière
Titré en simple garçon en 1924 et 1925 à l'Open d'Australie.
1/4 de finale en simple à l'Open d'Australie 1927.